# L'Infernale Poursuite
Pour film de 1935, voir L'Infernale Poursuite (film, 1935).
Pour plus de détails, voir Fiche technique et Distribution.
L'Infernale Poursuite (The Great Locomotive Chase) est un film américain de Francis D. Lyon sorti en 1956.

## Synopsis
Pendant la Guerre de Sécession, le caporal William Pittenger est appelé au ministère de la Guerre, devant le secrétaire Stanton. Celui-ci lui remet la médaille d'honneur du Congrès, et la remet également à ses anciens compagnons d'armes. La décoration est pour la première fois décernée, en mémoire du fait d'armes le plus audacieux de la guerre : le raid d'Andrews. Pittenger se souvient alors comment tout cela a commencé.
Il se trouvait alors à Nashville, sous les ordres du général Mitchell, au moment même où la médaille du Congrès est créée ; lui et ses camarades s'ennuient tout en protégeant la ville. Survient à Nashville un nommé James J. Andrews, civil, considéré dans le Sud comme un forceur de blocus, mais en réalité un espion nordiste. Pittenger, qui le connait, lui demande de penser à lui en cas de mission particulière. Andrews se rend ensuite auprès de Mitchell lui faire le rapport de la mission qu'il vient de terminer. Le général lui aussi aimerait se battre : s'il avait l'assurance que ni Lee, basé en Virginie à l'Est, ni Beauregard à Memphis à l'Ouest ne pourraient l'empêcher, il prendrait Chattanooga, et couperait les communications entre Lee et Beauregard. La ville est un nœud ferroviaire, placé sur une ligne de chemin de fer entre les deux généraux confédérés. Tous deux étant fortement occupés par le reste de l'armée nordiste, l'attaque pourrait être lancée, mais Mitchell craint également les renforts qui pourraient venir d'Atlanta. Il propose alors à Andrews une dernière mission derrière les lignes ennemies, avant de s'engager dans l'armée régulière : prendre quelques hommes et saboter les ponts de la rivière Tennessee sur la ligne venant d'Atlanta, empêchant les renforts confédérés de déloger Mitchell de Chattanooga. Andrews accepte, non sans réticence.
Il recrute son équipe, une vingtaine d'hommes, parmi des volontaires de l'armée de Mitchell, et leur donne trois jours pour se retrouver tous à Marietta, en territoire sudiste. Les hommes doivent voyager en petits groupes, par des routes différentes ; Pittenger part avec Bill Campbell, un homme violent et ayant mauvais caractère ; ne pouvant traverser la rivière Tennessee par gros temps, ils se réfugient dans un hôtel sudiste, avec deux autres de leurs compagnons. Au repas, ils retrouvent Andrews, bien connu de la patronne de l'hôtel, qui apporte la "bonne nouvelle" de la victoire confédérée de Shiloh (en réalité, une défaite sudiste sanglante). Grâce à lui, les hôtes finissent par être convaincus de l'engagement de Pittenger et de ses amis, et tous chantent Dixie autour du piano familial ; seul Campbell se montre peu enclin à jouer le jeu, mais ses compagnons arrivent à camoufler cette mauvaise volonté, et Andrews le prévient de faire très attention à son attitude.

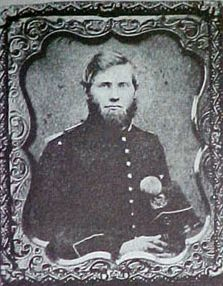
Marion Ross

Mitchell devant ralentir son avancée, Andrews doit décaler leur plan d'une journée. Confrontés dans le train à une compagnie sudiste, les gaffes de leurs compagnons obligent Andrews et Pittenger à improviser, mais ils atteignent enfin Marietta, tout comme la plupart de leurs camarades. Le lendemain, Andrews fait une dernière revue avec ses hommes du plan pour s'emparer d'un train remontant vers le nord. Andrews souhaite la détourner au moment où tous les voyageurs et l'équipage de la locomotive vont prendre leur petit-déjeuner, à Big Shanty : il n'y a pas de télégraphe dans la gare, et le train sera quasiment vide. Mais Campbell et un dénommé Ross savent qu'un campement de 4 000 soldats confédérés s'y trouve également, et Campbell propose de tuer les voyageurs sudistes, en capturant le train en dehors de la ville. Andrews refuse, et impose son plan et son autorité ; Campbell, souhaitant d'abord s'en retourner, saute dans le train à la dernière minute.

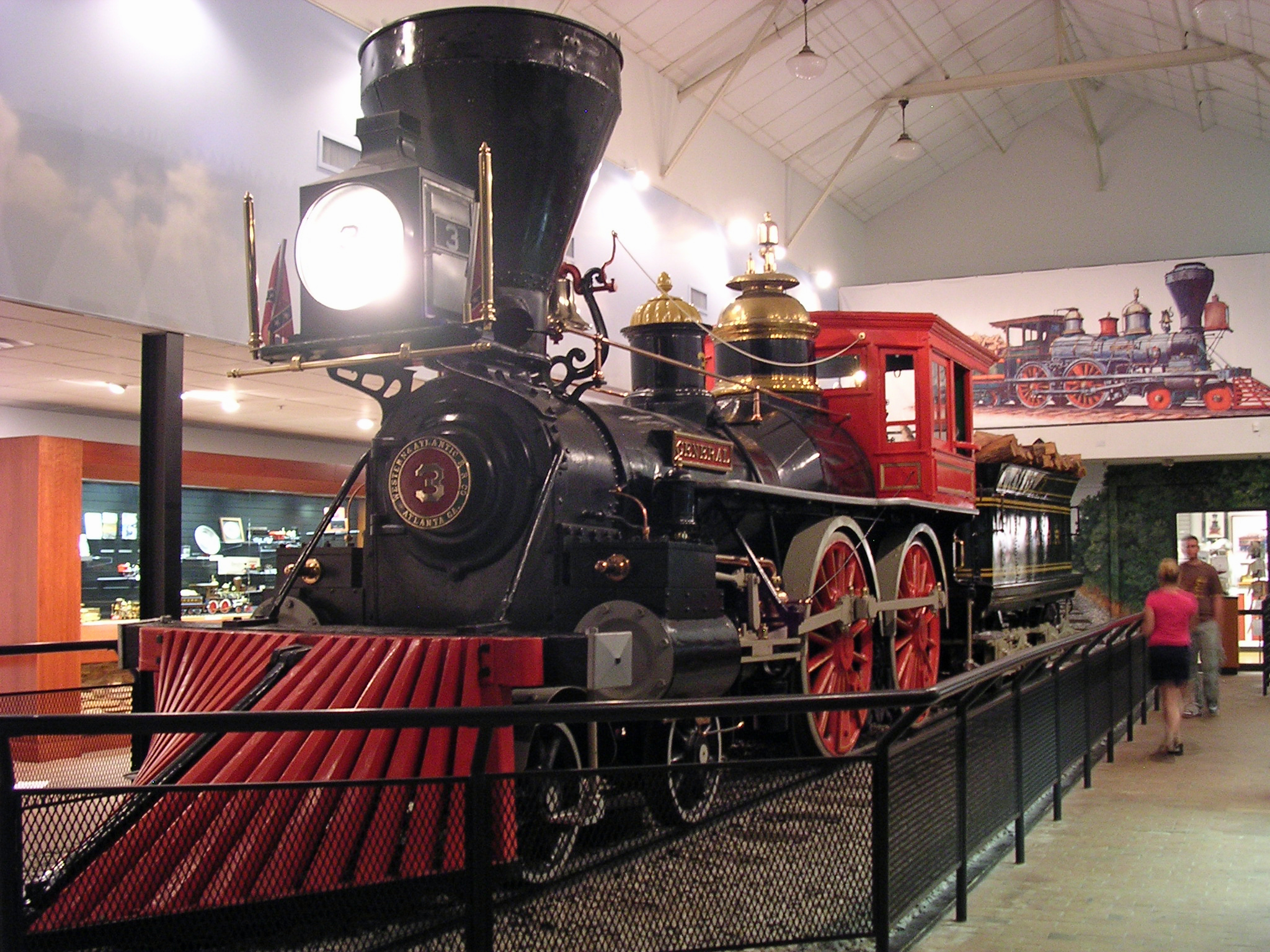
La locomotive Western and Atlantic Railroad n°3, alias la General.

Malgré leurs précautions, les hommes d'Andrews sont rapidement repérés par le contrôleur William Fuller, mais celui-ci, reconnaissant Andrews, lui demande conseil sur la conduite à adopter : il pense avoir affaire à des déserteurs. Andrews le rassure : ces hommes sont chargés d'exécuter une mission en terre unioniste, sous son commandement. Il lui montre une lettre du général Beauregard, confortant la confiance de Fuller. À Big Shanty, Fuller descend et va déjeuner avec l'inspecteur du chemin de fer, Murphy. Ils assistent, médusés, au vol de la locomotive et d'une partie de ses wagons, juste sous leurs yeux et sous ceux des sentinelles du camp ; Murphy et Fuller partent en courant à leur poursuite. Sur le chemin, Andrews obtient des outils auprès de cheminots réparant la voie, et quelques kilomètres plus loin font sauter les rails, et coupent le fil du télégraphe. Murphy et Fuller, de leur côté, obtiennent des cheminots un wagonnet qu'ils poussent sur la voie ; ils manquent de peu l'accident grave à l'endroit saboté par Andrews, mais repartent.

Le chemin emprunté par le train d'Andrews.

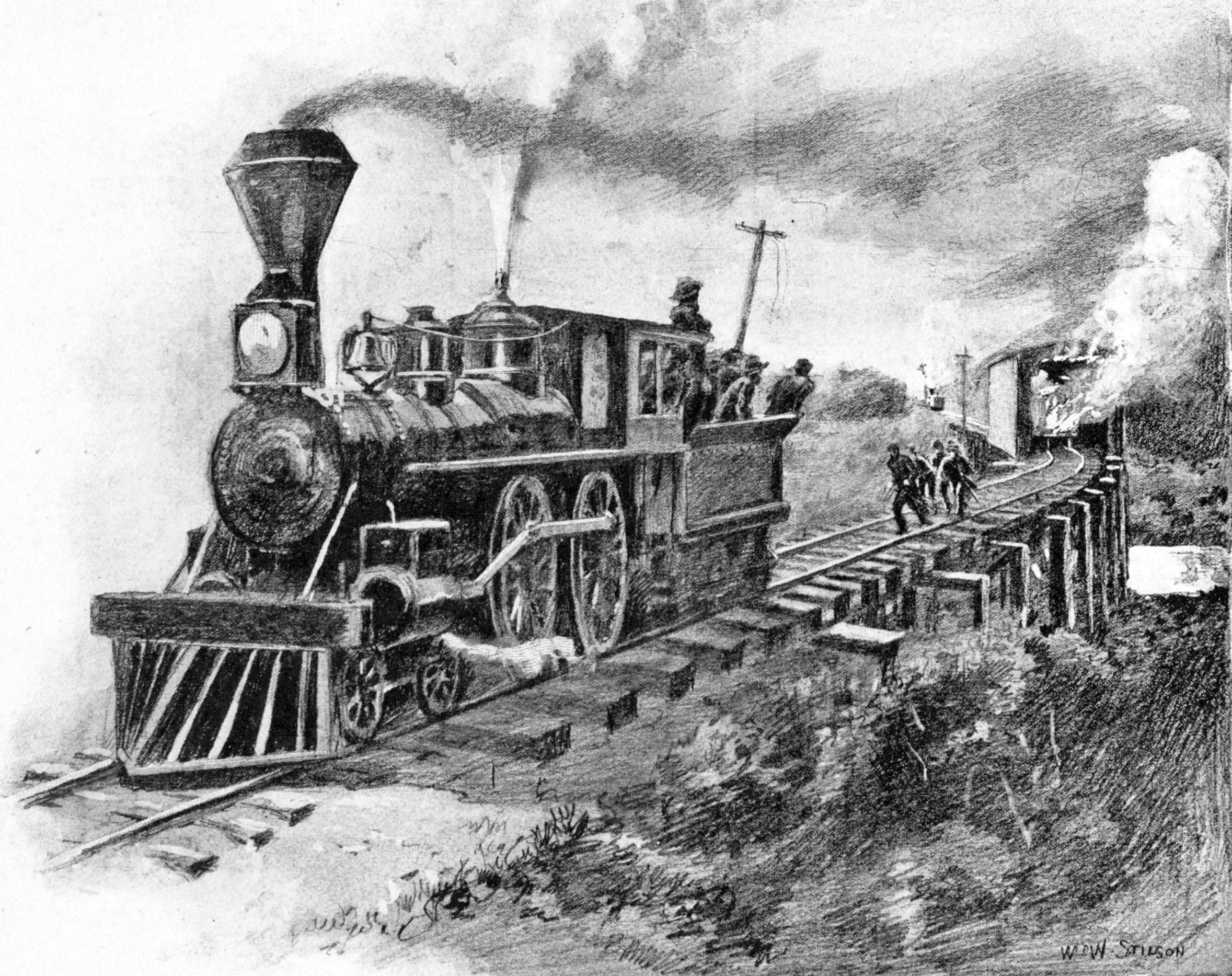
La tentative de sabotage du pont.

Les nordistes dépassent Allatoona (en), et, traversant la rivière Etowah, voient une vieille locomotive sur une voie de garage ; les mécanos inquiets proposent à Andrews de la saboter, mais celui-ci refuse, préférant ne pas s'arrêter. Fuller et Murphy arrivent à Allatoona, mais la ligne de télégraphe est coupée vers le nord ; ils repartent sur leur wagonnet. À Kingston, le train d'Andrews doit s'arrêter pour éviter de rencontrer en sens contraire un train de marchandise. Il s'arrête près d'un train de voyageurs attendant ses passagers pour repartir vers le sud en direction de Rome. Andrews se fait passer à nouveau pour un envoyé de Beauregard, ayant réquisitionné le train pour y transporter des munitions. Mais le train de marchandises prévu arrive en prévenant que le suit un train spécial, qui bloque donc la voie vers le nord ; ils apprennent également que Mitchell a pris Huntsville, selon le plan prévu, mais beaucoup plus tôt que ne le pensait Andrews. Les sudistes vident donc Chattanooga en prévision de son arrivée. Les hommes d'Andrews sont prêts à passer à l'action si besoin est.

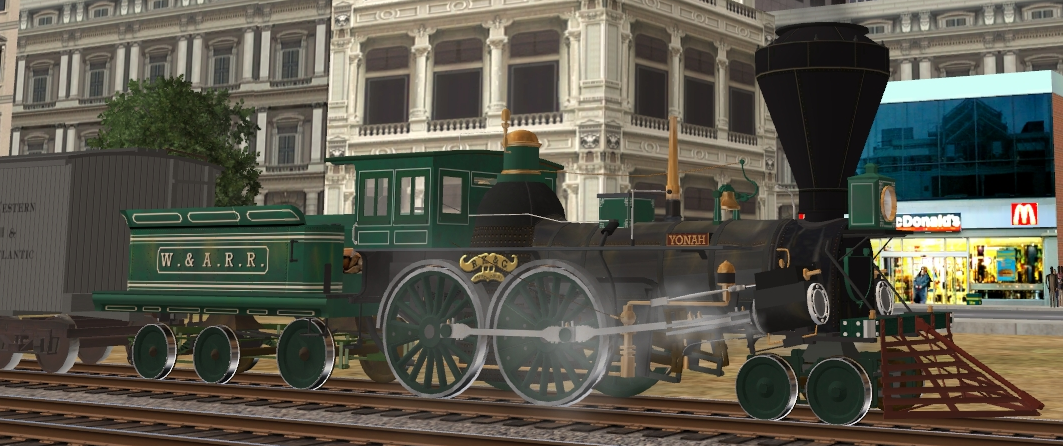
La locomotive Yonah, réquisitionnée par Fuller pour la poursuite.

De leur côté, Fuller et Murphy réquisitionnent la vieille locomotive d'Etowah, et se rapprochent de plus en plus du train en fuite. A Kingston, l'impatience de Campbell est à son comble, tout comme l'inquiétude des habitants de ne pas voir arriver le train de Fuller ; le train spécial arrive enfin, et Andrews peut repartir, mais la suspicion à son passage est désormais grande, tout comme celle de ses hommes, peu habitués à un civil. Fuller et Murphy arrivent enfin à Kingston, et peuvent échanger leur vieille locomotive contre le train prévu pour Rome. Le télégraphe ayant à nouveau été coupé par Andrews, aucun message ne peut être envoyé pour prévenir le nord. Fuller et Murphy, à nouveau stoppés par un sabotage de voie, rencontrent avec chance l'express venant du nord, mené par son conducteur Bracken, et lui font faire machine arrière pour retourner à Adairsville. Une fois à la gare, ils gardent la locomotive, et embarquent deux volontaires pour les aider. Ils comptent sur l'express de Chattanooga pour ralentir la progression d'Andrews, mais si Andrews arrive à le passer, l'express les rencontrera à toute vitesse. Malgré cela, ils continuent leur poursuite à toute vapeur. A Calhoun, Fuller embarque l'opérateur de Dalton, qui est chargé de réparer le télégraphe vers le sud ; Fuller, le ramenant à Dalton, lui ordonne de faire passer un message au général Leadbetter (en) commandant Chattanooga, pour prévenir les troupes confédérées.
Fuller et Murphy arrivent enfin à rattraper le train d'Andrews, forcé à fuir et n'ayant plus le temps de saboter les voies derrière lui. Les nordistes sèment sur la voie des traverses, qui ne ralentissent leurs poursuivants que de quelques minutes, puis détachent le wagon de queue pour le lancer sur la locomotive poursuivante. Mais les sudistes parviennent à renverser la vapeur à temps, et se contentent d'ajouter le wagon à leur convoi. À Dalton, les nordistes veulent se réapprovisionner en eau et en bois en aval de la ville, et coupent le télégraphe, mais pas avant que l'opérateur de Dalton n'arrive à envoyer son message. Les troupes sudistes, prévenues, prévoient d'envoyer la cavalerie pour stopper l'avance des nordistes. Ceux-ci atteignent enfin le premier pont, un pont couvert, et ils se servent de leur dernier wagon pour tenter de le détruire : laissant le wagon sur les rails, ils y mettent le feu. Mais Fuller et Murphy n'ont pas ralenti, et arrivent à temps pour pousser le wagon hors du pont, le préservant. Les hommes d'Andrews comprennent que leur raid a échoué, d'autant que le bois vient à manquer : ils se résolvent à se battre, préparant une barricade en travers de la voie, mais la cavalerie est là, et ils sont obligés de se disperser pour tenter de rejoindre les lignes de l'Union.
L'ensemble des hommes d'Andrews sont capturés, leur chef compris. L'opinion publique sudiste s'alarme de la portée de l'action de ces "voleurs de train", et un grand nombre de soldats est détaché du front pour garder les voies et les ponts, permettant au raid raté d'avoir une efficacité imprévue. Ballotés de ville en ville, les prisonniers sont envoyés à Atlanta pour y être jugés. Dans le train d'Atlanta, ils retrouvent le contrôleur Fuller. À Atlanta, ils sont tous condamnés à mort pour espionnage. Mais les hommes arrivent à se défaire de leurs menottes. Andrews propose de s'évader nuitamment, discrètement, mais Pittenger s'y oppose, pensant que seuls les premiers arriveront à s'enfuir. Il suggère d'attendre la fin de la journée, à la soupe, et de mettre hors de combat la garde et les gardiens par la force. Andrews accepte le plan, dans lequel Pittenger ne lui assigne aucun rôle, Campbell étant en première ligne. Le plan réussit, mais un détachement de la ville regagne la prison, et les prisonniers sont obligés de fuir par le mur. Les confédérés se reprenant, Andrews tente seul de retenir la garde ; Campbell le rejoint, et ils permettent à leurs camarades de s'échapper. Fuller rend visite à Andrews à sa demande : celui-ci lui demande de lui serrer la main avant de mourir avec l'espoir d'une paix futur entre les Etats, et Fuller accepte.

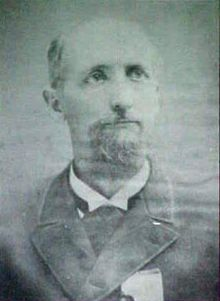
Pittenger
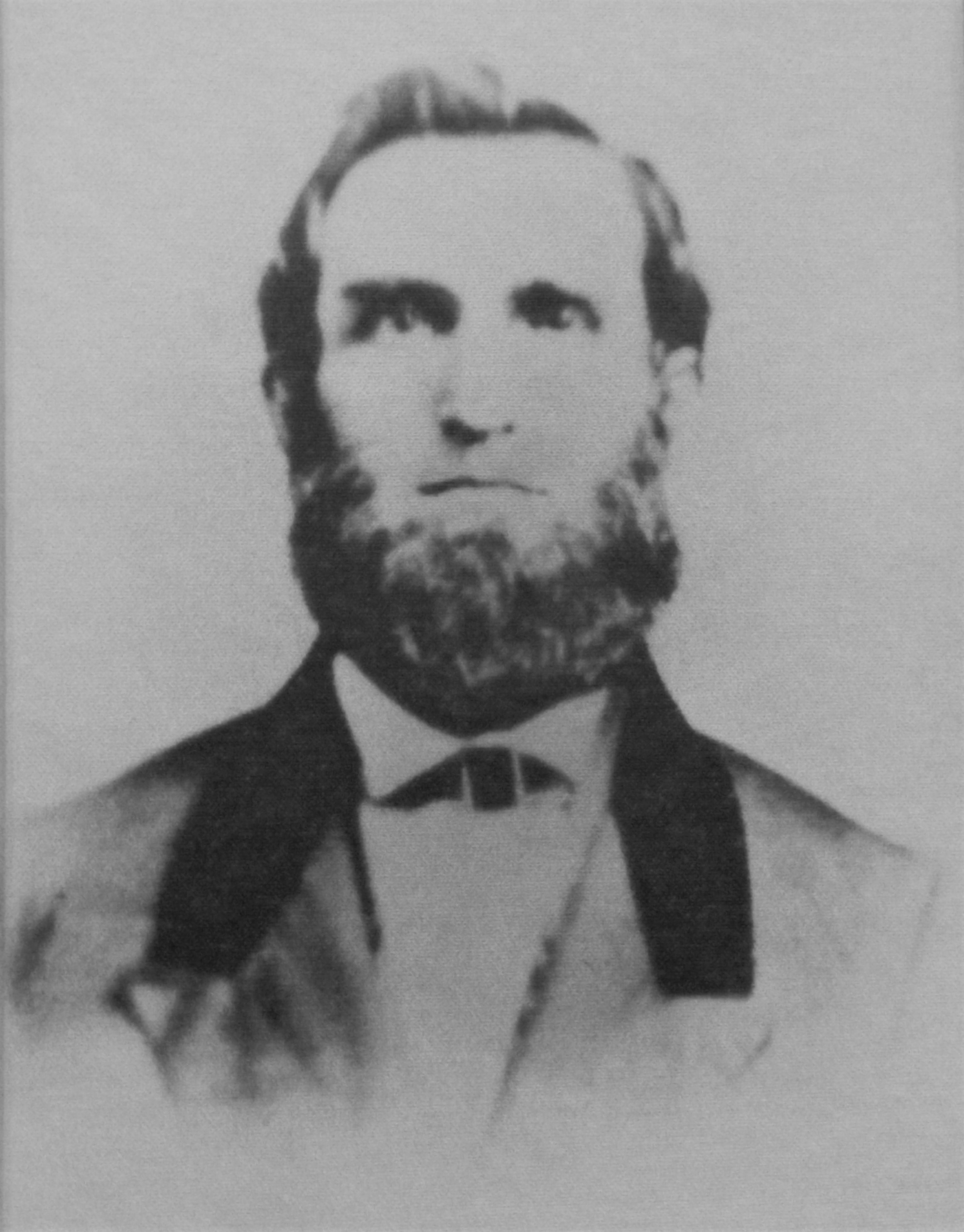
James Andrews
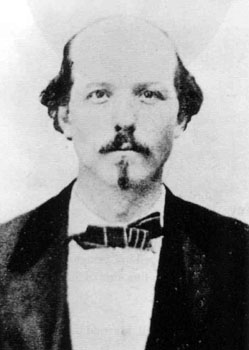
Fuller

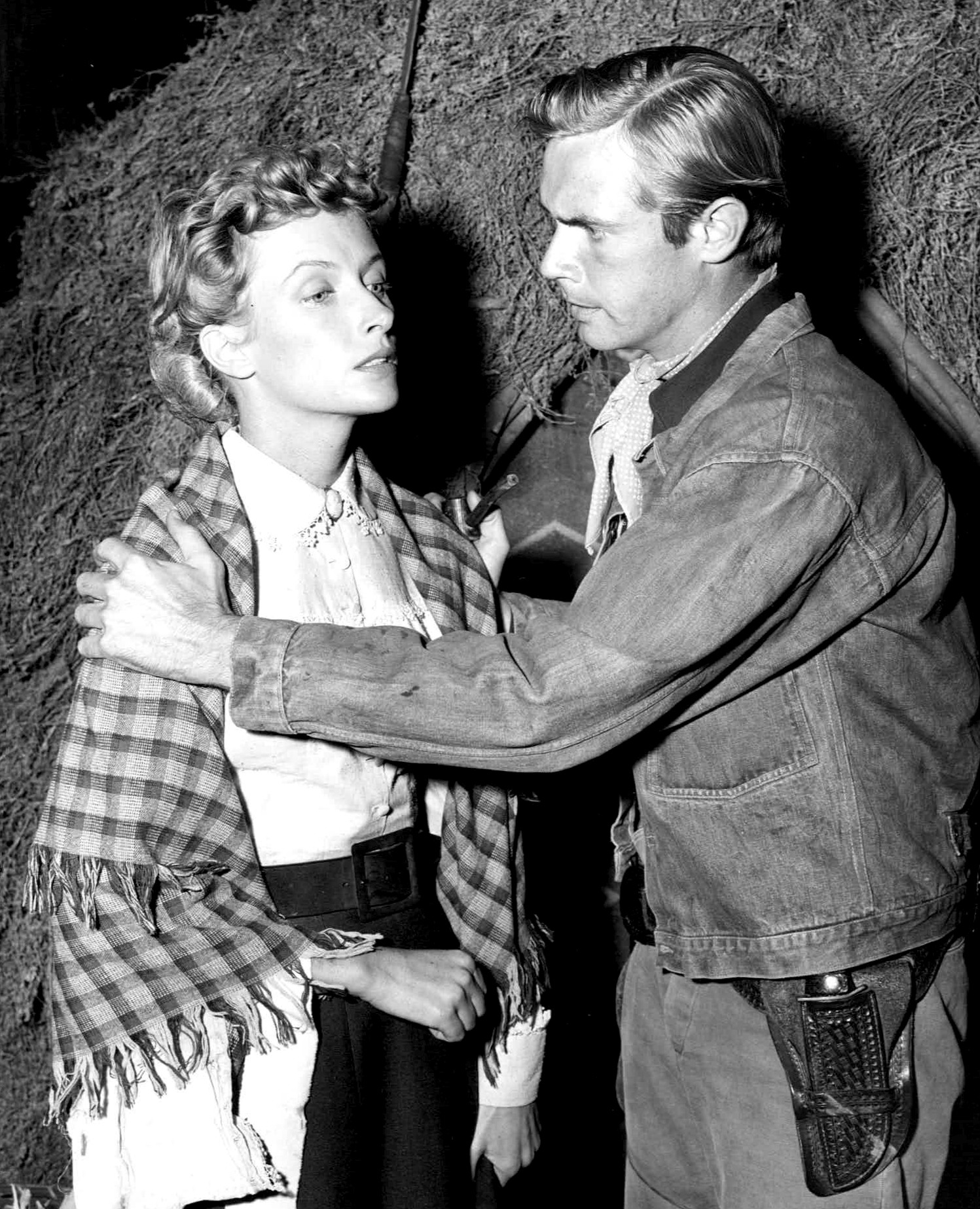
John Lupton (caporal Pittinger) à droite
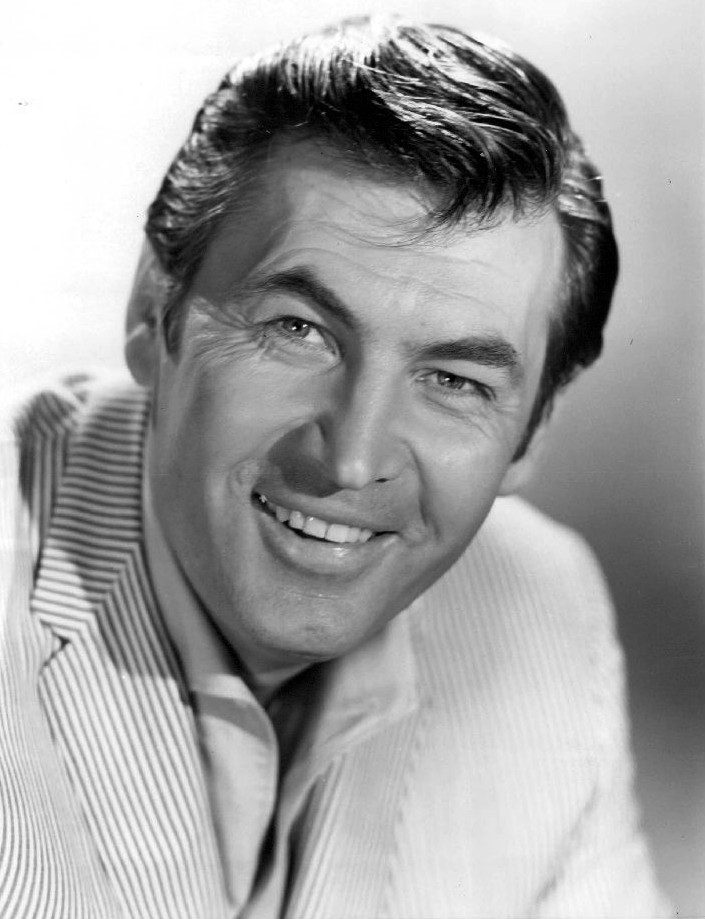
Fess Parker (James Andrews)
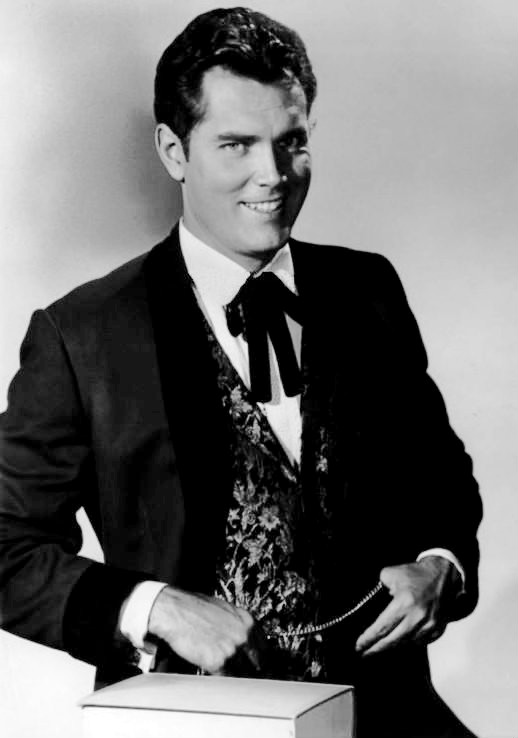
Jeffrey Hunter (Fuller)

## Fiche technique
- Titre original : The Great Locomotive Chase
- Titre français : L'Infernale Poursuite
- Réalisateur : Francis D. Lyon assisté de Robert G. Shannon
- Scénario : Lawrence Edward Watkin (basé sur une histoire vraie)
- Directeur de la photographie : Charles P. Boyle
- Montage : Ellsworth Hoagland
- Direction artistique : Carroll Clark, Harper Goff (recherche de production)
- Décorateur de plateau : Patrick Delany, Emile Kuri
- Maquillage et coiffure : Louis Haszillo, David Newell
- Directeur de production : Russ Haverick
- Technicien du son : Robert O. Cook (superviseur), Virgil Smith (enregistreur)
- Effets visuels : Peter Ellenshaw (matte artiste), Albert Whitlock (assistant)
- Effets spéciaux : Ub Iwerks
- Costumes : Joseph Dimmitt, Chuck Keehne
- Musique
  - Composition originale : Paul J. Smith
  - Chansons : Stan Jones et Lawrence E. Watkin (Son of Old Aunt Dinah)
  - Chef d'orchestre : Franklyn Marks
- Conseiller technique : Wilbur G. Kurtz
- Société de production : Walt Disney Productions
- Société de distribution : Buena Vista Film Distribution Company RKO en 1956
- Pays de production :  États-Unis
- Format : Couleur
- Durée : 85 min

Sauf mention contraire, les informations proviennent des sources suivantes : Leonard Maltin, IMDb

## Distribution
- Walt Disney : Présentateur
- Fess Parker (VF : Jean-Claude Michel) : James J. Andrews
- Jeffrey Hunter (VF : Marc Cassot) : William A. Fuller (en)
- Jeff York (VF : André Valmy) : William Campbell (en)
- John Lupton (VF : Roger Rudel) : William Pittenger (en)
- Eddie Firestone : Robert Buffum (en)
- Kenneth Tobey : Anthony Murphy
- Don Megowan : Marion A. Ross
- Claude Jarman Jr. : Jacob Parrott (en)
- Harry Carey Jr. : William Bensinger
- Lennie Geer : J. A. Wilson
- George Robotham : William Knight
- Stan Jones : Wilson W. Brown (en)
- Marc Hamilton : John Wollam
- John Wiley : John M. Scott
- Slim Pickens : Pete Bracken
- Morgan Woodward : Alex
- W.S. Bearden : A switchman
- Harvey Hester : Jess McIntyre
- Douglas Bleckley : A switchman

Source : Leonard Maltin et IMDb

## Sorties cinéma
Sauf mention contraire, les informations suivantes sont issues de l'Internet Movie Database.
- États-Unis : 8 juin 1956
- Danemark : 5 octobre 1956
- Finlande : 18 janvier 1957
- Suède : 11 février 1957
- Japon : 8 mai 1957
- Autriche : 28 février 1958
- Allemagne de l'Ouest : 21 mars 1958
- Italie : 15 juillet 1958

## Origine et production

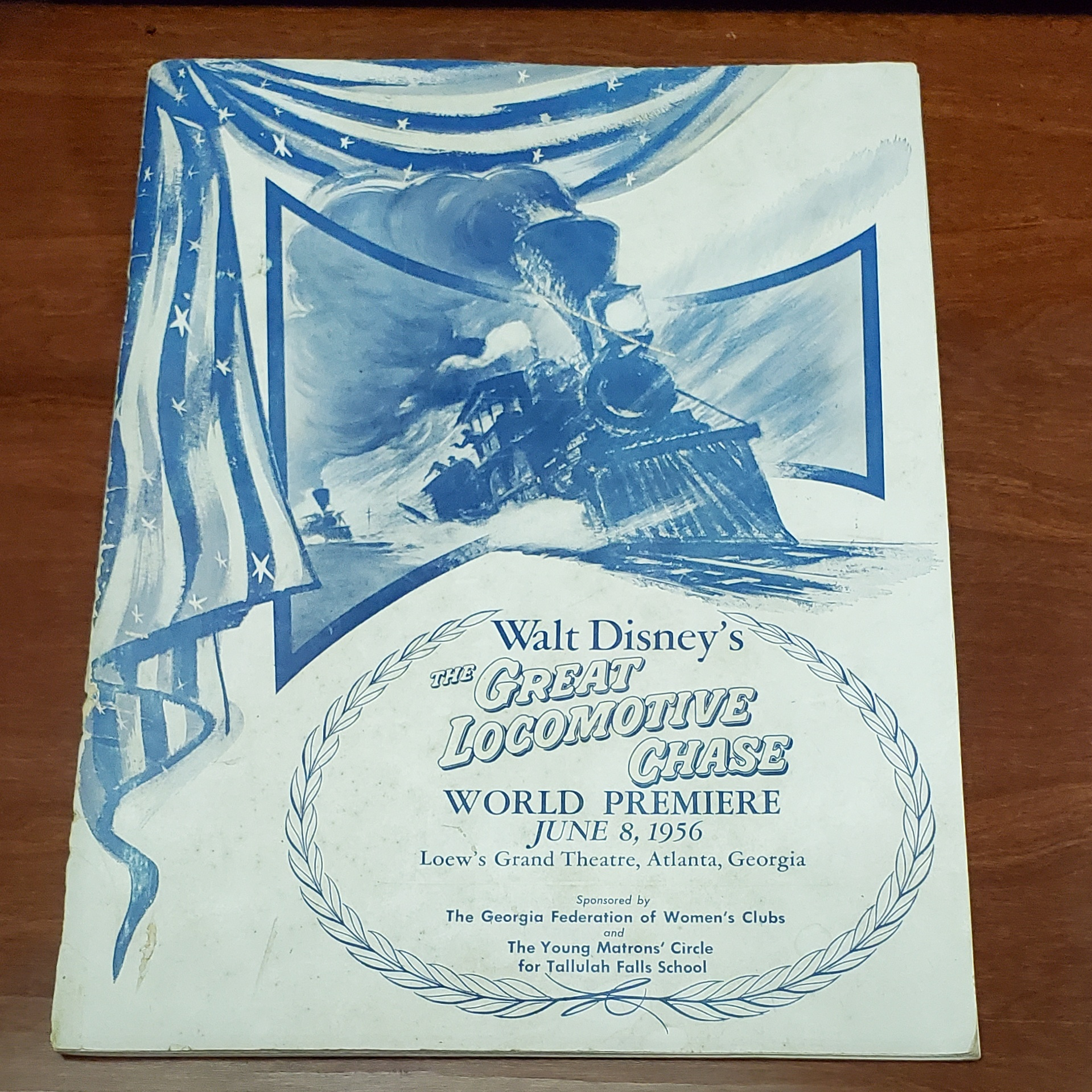
Programme de l'avant-première diffusée au Southern Museum of Civil War and Locomotive History en juin 1956.

L'histoire du Raid d'Andrews durant la Guerre de Sécession avait déjà été adapté par Buster Keaton dans Le Mécano de la « General » (1927). Mais Walt Disney jugea ce fait historique assez fascinant pour en faire une nouvelle adaptation d'un point de vue plus sérieux avec en vedette la nouvelle star du studio, Fess Parker.
Le fait historique s'est déroulé le 12 avril 1862 sur la ligne de la Western and Atlantic Railroad (en) (W&A), qui reliait la ville d'Atlanta à la ville de Chattanooga. James J. Andrews, un agent de renseignement pour l'Armée de l'Union a eu l'idée de monter une attaque contre un train des confédérés pour perturber le trafic ferroviaire. Il est rejoint par 21 personnes principalement des soldats mais le plan établi échoue. Andrews et sept des soldats ayant participé à ce raid manqué ont été capturés et pendus le 7 juin 1862. Les autres membres ont réussi à s'échapper ou ont été libérés grâce à des échanges de prisonniers. Le film prend le parti de présenter l'histoire comme une série de flashback évoqués par les membres survivants après leur cérémonie de décoration de la Medal of Honor,.
Le film a été lui aussi influencé par l'engagement de Walt Disney sur d'autres projets, comme sa passion pour les trains à l'origine du parc à thème Disneyland. La supervision du film a ainsi été confiée au scénariste Lawrence Watkin qui obtient ainsi son premier crédit comme producteur.
Le film a été tourné au format CinemaScope afin de profiter de ses possibilités comme « des scènes plus vibrantes lors de la poursuite. » Le studio Disney a adopté ce format pour la plupart de ses productions après son usage par Richard Fleischer dans Vingt Mille Lieues sous les mers (1954) pour aider à résoudre la complexité technique du tournage. Le réalisateur Francis D. Lyon explique qu'il a apprécié ce nouveau format « plus facile pour la mise en scène et plus économique en réduisant les installations principalement pour les tournages en extérieur. » Les storyboards ont été créés spécialement pour le format CinemaScope.
Pour le tournage de la poursuite du train, l'équipe a trouvé une voie non utilisée d'environ 55 milles (88,5 km) allant jusqu'à Clayton en Géorgie et qui longe à l'ouest la route (l'U.S. Route 441). Pour satisfaire les besoins du film, Disney a fait acheter plusieurs wagons de trains ce qui a valu la mention à la généreuse coopération du Baltimore and Ohio Railroad Museum. D'après les souvenirs de Francis Lyon, Walt Disney a « assisté aux débuts du tournage en Géorgie, profitant de son éloignement des soucis d'Hollywood et appréciant les activités ferroviaires. » Walt Disney a obtenu l'aide du musée de la Baltimore and Ohio Railroad afin d'avoir des locomotives authentiques. La William Mason a été prêtée par le musée pour jouer la General tandis que la Inyo utilisée pour la Texas a été prêtée par Paramount car les locomotives originales bien que toujours existantes sont devenues des pièces de musées visibles dans la banlieue d'Atlanta.

## Sortie et accueil
Juste avant la sortie du film, l'émission Walt Disney Presents (sur ABC) du 30 mai 1956 est consacrée à la promotion du film avec un documentaire intitulé Behind the Scenes with Fess Parker. Le film a été bien accueilli par les critiques et le public. Il cite Bosley Crowther qui le qualifie de grand divertissement pour les plus jeunes et tous ceux qui apprécient les trains.
Par la suite le film a été diffusé dans la même émission en deux épisodes, le 7 mai et le 14 mai 1961 sous le titre Andrew's Raiders,. Il a été édité en vidéo en 1983.

## Analyse

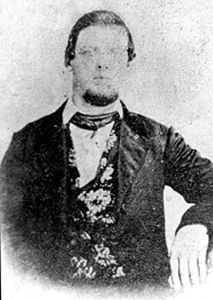
Le véritable Bill Campbell.

Leonard Maltin s'interroge sur le scénario et principalement sur le personnage interprété par l'acteur Jeff York (Bill Campbell) qui selon lui ne colle pas à l'histoire car il est impulsif, « une tête brûlée, au début des opérations » et que ce type de personnage cadre mal avec les besoins d'une telle attaque. Selon Maltin le film est d'une grande qualité profitant de l'usage du CinemaScope. Pour Steven Watts, le film fait partie des histoires américaines du XIXe siècle adaptées par le studio Disney durant les années 1950, l'un des sujets d'aventures présenté par le studio à destination d'un public masculin tout comme l'histoire d'Angleterre.
Contrairement à ce qui est suggéré dans le film, Bill Campbell était tout comme Andrews un civil.